# Mecodium bamlerianum
Mecodium bamlerianum là một loài dương xỉ trong họ Hymenophyllaceae. Loài này được Braithwaite mô tả khoa học đầu tiên năm 1969.
Danh pháp khoa học của loài này chưa được làm sáng tỏ. 